# تيريس سنكلير
تيريس سنكلير (بالإنجليزية: Tyrese Sinclair)‏ هو لاعب كرة قدم بريطاني، ولد في 4 فبراير 2001 في كينغستون ‏ في المملكة المتحدة.